# 영천 은해사 대웅전
영천 은해사 대웅전(永川 銀海寺 大雄殿)은 대한민국 경상북도 영천시 청통면 치일리, 은해사에 있는 대웅전이다. 1999년 8월 9일 경상북도의 문화재자료 제367호로 지정되었다.

## 개요
은해사는 통일신라 헌덕왕 1년(809)에 해안사라는 이름으로 혜철국사가 지었다. 조선 명종 1년(1546)에 천교화상이 지금 있는 자리로 옮겨 세우면서 은해사로 불렀는데, 그 뒤 여러 차례 화재로 건물이 많이 소실되었다. 1919년 크게 넓혀 지어 오늘에 이르고 있다. 절 경내에는 대웅전을 비롯하여 보화루, 심검당, 설선당 등의 건물이 있다.
대웅전은 세운 시기를 정확하게 알 수는 없고 19세기 중엽에 지은 것으로 추정한다.
앞면 3칸·옆면 3칸 규모이며, 지붕은 옆면에서 볼 때 여덟 팔(八)자 모양인 팔작지붕이다. 지붕 처마를 받치기 위해 장식하여 만든 공포는 기둥 위와 기둥 사이에도 있는 다포 양식으로 꾸몄다. 현판 글씨는 추사 김정희 선생이 쓴 것이라 전한다.

## 현지 안내문
은해사는 신라 헌덕왕 원년(809)에 혜철국사에 의해 현 운부암 아래 해안평에 해안사로 처음 건립되었으나 조선 인종 원년(1544)에 큰 불로 인하여 소실되었고, 명종 원년(1545)에 천교화상이 현 위치로 옮겨 다시 세웠다.
19세기에 건립된 것으로 추정되는 대웅전은 정면 3칸, 측면 3칸 규모의 다포식 팔작지붕으로 내부는 우물마루를 깔고 내부기둥에 의지해 불단을 만들었다. 다포식 건물은 내출목이 외출목보다 2출목들 더 설치하였는데, 이것은 사찰 자리가 평지인 경우 건물 고를 높이기 위해 사용된 방식이다. 천장은 용 및 비천상으로 화려하게 장식하였고, 대량 위에 걸친 충량 머리에는 용머리를 조각하였다. 전체적으로 보아 조선후기 다포식 건축물로 지녀야 할 특성들을 잘 유지하고 있다.

## 참고 자료
- 은해사대웅전 - 국가유산청 국가유산포털